# Liste der denkmalgeschützten Objekte in Betlanovce
Die Liste der denkmalgeschützten Objekte in Betlanovce enthält die sechs nach slowakischen Denkmalschutzvorschriften geschützten Objekte in der Gemeinde Betlanovce im Okres Spišská Nová Ves.

## Denkmäler
| Foto |                 | Denkmal / č. ÚZPF                                              | Standort / Konskr. Nr.                       | Offizielle Beschreibung          | Beschreibung                                     | Metadaten                                                               |
| ---- | --------------- | -------------------------------------------------------------- | -------------------------------------------- | -------------------------------- | ------------------------------------------------ | ----------------------------------------------------------------------- |
| ja   | Datei hochladen | Kirche(sk) ObjektID: 810-620/0                                 | 24 Standort KG: Betlanovce Konskr.Nr.: 24    | r.k.sv.Kozmu a Damiána           | römisch-katholische Kirche St. Cosmas und Damian | č. NKP: 810-620/0 Stand des NKP: 2012-02-08 Name: KOSTOL                |
| ja   | Datei hochladen | Schloss(sk) Schloss Bethelsdorf ObjektID: 810-617/1            | 31 Standort KG: Betlanovce Konskr.Nr.: 31    | Thurzovský kaštieľ               | Herrenhaus Thurzo                                | č. NKP: 810-617/1 Stand des NKP: 2012-02-08 Name: KAŠTIEĽ               |
| ja   | Datei hochladen | Landsitz(sk) ObjektID: 810-617/2                               | 30 Standort KG: Betlanovce Konskr.Nr.: 30    | Malý kaštieľ                     | Kleines Herrenhaus                               | č. NKP: 810-617/2 Stand des NKP: 2012-02-08 Name: KÚRIA                 |
| ja   | Datei hochladen | Landsitz(sk) ObjektID: 810-617/3                               | 26 Standort KG: Betlanovce Konskr.Nr.: 25-27 |                                  |                                                  | č. NKP: 810-617/3 Stand des NKP: 2012-02-08 Name: KÚRIA                 |
| BW   | Datei hochladen | Park(sk) ObjektID: 810-617/4                                   | 31 Standort KG: Betlanovce Konskr.Nr.: 31    |                                  |                                                  | č. NKP: 810-617/4 Stand des NKP: 2012-02-08 Name: PARK                  |
| BW   | Datei hochladen | Gebäude in regionaltypischem Baustil(sk) ObjektID: 810-10736/0 | 109 Standort KG: Betlanovce Konskr.Nr.: 109  | zrubový,omietaný; Židovská krčma | jüdische Taverne                                 | č. NKP: 810-10736/0 Stand des NKP: 2012-02-08 Name: DOM ĽUDOVÝ S KRČMOU |

## Legende
Die Tabelle enthält im Einzelnen folgende Informationen:
| Foto:                    | Fotografie des Denkmals. |
| Denkmal / č. ÚZPF:       | Die Übersetzung der Bezeichnung des Denkmals, wie sie vom Slowakischen Denkmalamt (Pamiatkový úrad Slovenskej republiky) verwendet wird. Die Originalbezeichnung ist unter dem Fragezeichen angegeben. Fehlt die Übersetzung, so wird die Originalbezeichnung direkt angezeigt. Weiters ist die Objekt-Identifikationsnummer (Objekt ID) angeführt. Sie ist die offizielle, in der Slowakei eindeutige Nummer č. ÚZPF inklusive der zugehörigen Zählnummer, wie sie in den Daten des Denkmalamtes angegeben wird. Da diese nur innerhalb eines Landkreises gezählt wird, ist dessen Nummer der Denkmalnummer vorangestellt. |
| Standort:                | Wenn in der Liste vorhanden, ist die Adresse angegeben. In Klammern kann sich noch eine zusätzliche Adresse befinden, wenn es beispielsweise ein Eckhaus ist. Bei freistehenden Objekten ohne Adresse (zum Beispiel bei Bildstöcken) ist eine Adresse angegeben, die in der Nähe des Objekts liegt. Durch Aufruf des Links Standort wird die Lage des Denkmals in verschiedenen Kartenprojekten angezeigt. Darunter sind die Katastralgemeinde (KG) und, wenn vorhanden, die Konskriptionsnummer (Konskr. Nr.) angegeben.                                                                                                   |
| Offizielle Beschreibung: | Es ist die Kurzbeschreibung auf Slowakisch, wie sie in den offiziellen Listen angegeben ist, eingetragen. |
| Beschreibung:            | Kurze Angaben zum Denkmal auf Deutsch. |
| Metadaten:               | Zusätzlich werden, wenn in den persönlichen Einstellungen das Helferlein Dauerhaftes Einblenden von Metadaten aktiviert ist, ebensolche angezeigt. |

- Karte mit allen Koordinaten:
- OSM |
- WikiMap